# Salpingostylis coelestina
Salpingostylis coelestina là một loài thực vật có hoa trong họ Diên vĩ. Loài này được (W.Bartram) Small miêu tả khoa học đầu tiên năm 1931.